# 1994 في ألمانيا
فيما يلي قوائم الأحداث التي وقعت خلال عام 1994 في ألمانيا.

## أحداث
- 25 أكتوبر – صحيفة شبيغل الإلكترونية

## سياسة

### تعيين في المنصب
- 1 يناير – أرمين لاشيت عضو في البوندستاغ الألماني.
- 1 يناير – برنهارد فوغل عضو مجلس الشورى الموحد تورنغن.
- 1 يناير – غيدو فيسترفيله الأمين العام للحزب الديمقراطي الحر ‏.
- 1 يوليو – رومان هيرتسوغ رئيس ألمانيا.
- 26 أكتوبر – كورت بيك رئيس وزراء راينلند بالاتينات  [لغات أخرى]‏.
- 10 نوفمبر – أنغيلا ميركل عضو في البوندستاغ الألماني،وزير اتحادي  [لغات أخرى]‏.
- 10 نوفمبر – باربرا هندريكس عضو في البوندستاغ الألماني.
- 10 نوفمبر – بيتر ألتماير عضو في البوندستاغ الألماني.
- 10 نوفمبر – نوربرت روتغين عضو في البوندستاغ الألماني.
- 17 نوفمبر – هورست زيهوفر وزير اتحادي  [لغات أخرى]‏.

### انتهاء فترة المنصب
- 30 يونيو – ريتشارد فون فايتسكر رئيس ألمانيا.
- 10 نوفمبر – أنغيلا ميركل عضو في البوندستاغ الألماني،وزير اتحادي  [لغات أخرى]‏.
- 17 نوفمبر – هورست زيهوفر وزير اتحادي  [لغات أخرى]‏.

## رياضة
- 31 يوليو – جائزة ألمانيا الكبرى 1994 الفائز غيرهارد بيرغر.

## ظهور
- 1 يناير – رامشتاين فريق غنائي ألماني.
- 25 أكتوبر – صحيفة شبيغل الإلكترونية

## أفلام
من الأفلام التي صدرت هذه السنة في ألمانيا:
- 1 يناير – الملكة مارغو من إخراج باتريس شيرو.
- 23 فبراير – أمير جوتلاند من إخراج غابرييل أكسل.

## برامج ومسلسلات وأنمي
- بيننا

## مواليد

### يناير
- 1 يناير – فيليكس جاهن
- 8 يناير – روبيرت جلاتزل لاعب كرة قدم ألماني.[1]
- 12 يناير – إمري تشان لاعب كرة قدم.[2]
- 19 يناير – ماتياس غينتر لاعب كرة قدم ألماني.[3]
- 22 يناير – هندريك بونمان لاعب كرة قدم ألماني.[4]
- 27 يناير – راني خضيرة لاعب كرة قدم ألماني.[5]

### فبراير
- 1 فبراير – آنا لينا فريدسام لاعبة كرة مضرب ألمانية.
- 8 فبراير – فابيان ويد لاعب كرة يد ألماني.
- 8 فبراير – هاكان تشالهان أوغلو لاعب كرة قدم تركي.[6]
- 9 فبراير – يوهانس ثيمان لاعب كرة سلة ألماني.
- 16 فبراير – آنيكا بيك لاعبة كرة مضرب ألمانية.
- 18 فبراير – باول زيبسر لاعب كرة سلة ألماني.[7]

### مارس
- 1 مارس – ماكسيميليان فيليب لاعب كرة قدم ألماني.[8]
- 9 مارس – ماركوس ريتيربيرجير

### أبريل
- 2 أبريل – سيمون إرنست لاعب كرة يد ألماني.
- 14 أبريل – ميلاني ليوبولز لاعبة كرة قدم ألمانية.[9]
- 21 أبريل – ميتشل فايزر لاعب كرة قدم ألماني.[10]
- 26 أبريل – أوديسياس فلاكوديموس لاعب كرة قدم ألماني.[11]
- 29 أبريل – كريستينا شاكوفيتس لاعبة كرة مضرب ألمانية.

### مايو
- 25 مايو – صمد يشيل لاعب كرة قدم ألماني.[12]
- 27 مايو – ماكسيميليان أرنولد لاعب كرة قدم ألماني.[13]

### أغسطس
- 16 أغسطس – كوراي غونتر[14]

### نوفمبر
- 10 نوفمبر – كان أيهان لاعب كرة قدم تركي.
- 15 نوفمبر – مالكولم كاكوتالوا لاعب كرة قدم ألماني.[15]
- 17 نوفمبر – بينو شميتز لاعب كرة قدم نمساوي.[16]
- 24 نوفمبر – هلال الحلوي لاعب كرة قدم لبناني.[17]

## وفيات

### فبراير
- 12 فبراير – كارل فيرتز (مواليد 1910)[18]

### مارس
- 9 مارس – تشارلز بوكوفسكي (مواليد 1920) كاتب أمريكي.[19]
- 17 مارس – شارلوت أورباخ (مواليد 1899)[20]
- 24 مارس – هانز ياكوب (مواليد 1908) لاعب كرة قدم ألماني.

### أبريل
- 13 أبريل – كرت ألاند (مواليد 1915)[21]

### مايو
- 9 مايو – فيرنر ماير (مواليد 1932) سياسي ألماني.[22]
- 12 مايو – إريك إريكسون (مواليد 1902)[23]
- 29 مايو – إريش هونيكر (مواليد 1912) سياسي ألماني.[24]

### سبتمبر
- 1 سبتمبر – ألفرد بيك (مواليد 1925) لاعب كرة قدم ألماني.
- 10 سبتمبر – ماكس مورلوك (مواليد 1925) لاعب كرة قدم ألماني.
- 11 سبتمبر – شمعون أفيدان (مواليد 1911) جندي إسرائيلي.[25]

### أكتوبر
- 1 أكتوبر – باول لورينتسن (مواليد 1915)[26]
- 25 أكتوبر – كارل هينز ميتزنير (مواليد 1923) لاعب كرة قدم ألماني.
- 28 أكتوبر – اغنيس فينك (مواليد 1919)[27]